# George M. Cohan

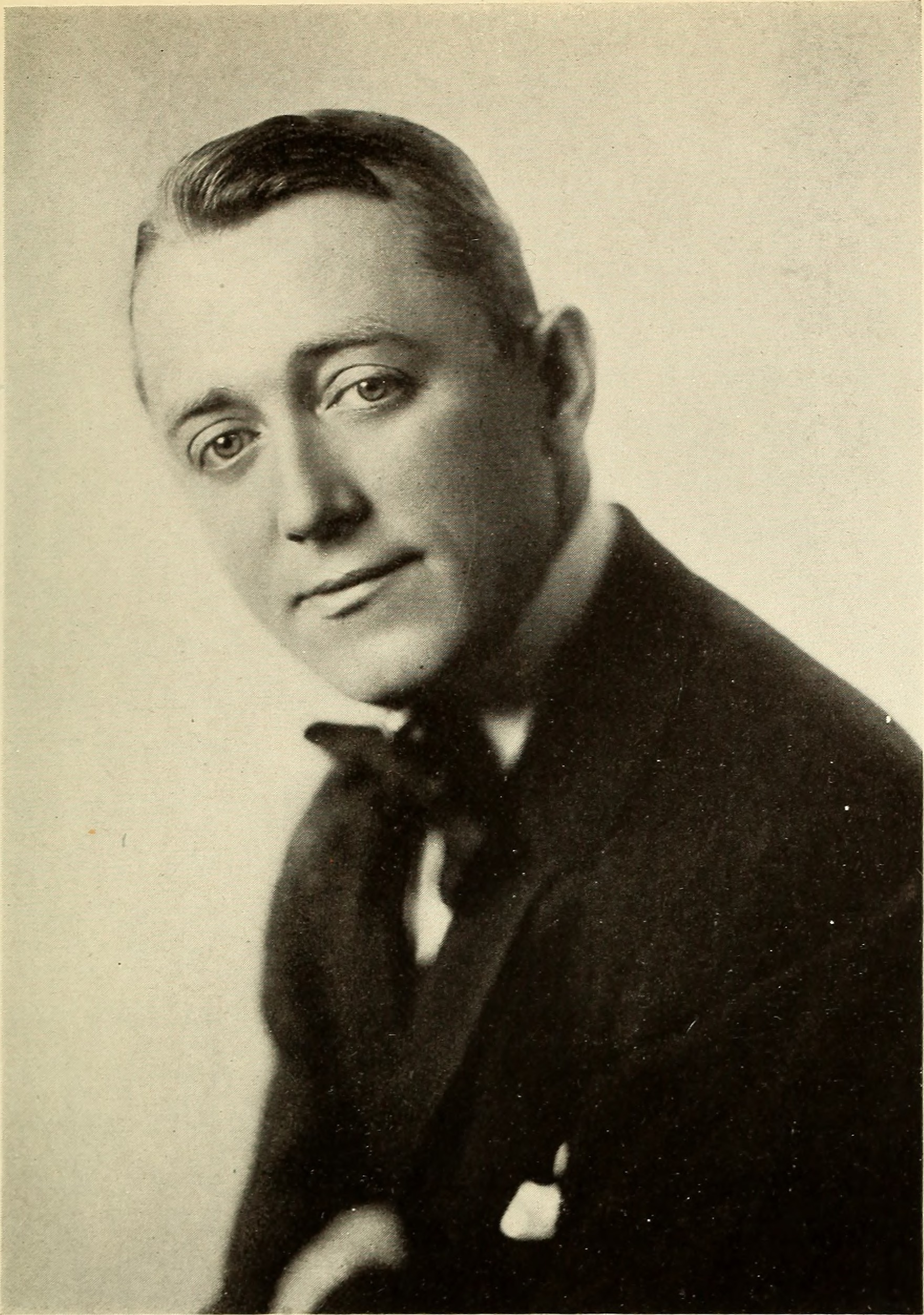
George M. Cohan, circa 1918.

George Michael Cohan (Providence (Rhode Island), 3 juli 1878 – New York, 5 november 1942) was een Amerikaanse entertainer, toneelschrijver, componist, tekstschrijver, acteur, zanger, danser en theaterproducent.
Cohan begon zijn carrière als kind en trad op met zijn ouders en zus in een vaudeville-act die bekend stond als "The Four Cohans". Beginnend met Little Johnny Jones in 1904, schreef, componeerde, produceerde en verscheen hij in meer dan drie dozijn Broadway-musicals. Cohan schreef meer dan 50 shows en publiceerde tijdens zijn leven meer dan 300 nummers, waaronder de klassiekers "Over There", "Give My Regards to Broadway", "The Yankee Doodle Boy" en "You're a Grand Old Flag". Als componist was hij een van de eerste leden van de American Society of Composers, Authors and Publishers (ASCAP). Hij toonde een opmerkelijke theatrale levensduur, verscheen in films tot de jaren dertig en bleef tot 1940 optreden als hoofdartiest.
Bekend in het decennium vóór de Eerste Wereldoorlog als "de man die Broadway bezat", wordt hij beschouwd als de vader van de Amerikaanse muzikale komedie. Zijn leven en muziek werden afgebeeld in de Oscarwinnende film Yankee Doodle Dandy (1942) en de musical George M! uit 1968. Een standbeeld van Cohan op Times Square in New York herdenkt zijn bijdragen aan het Amerikaanse muziektheater.